# Политика блэкаута Главной лиги бейсбола
Главная лига бейсбола имеет несколько правил блэкаута.

## Телевидение
Для блэкаута используются два основных правила:
- местный телерадиовещатель имеет приоритет в трансляции игр своей команды на своем рынке перед национальными телерадиовещателями,
- национальные телесети Fox и ESPN имеют определённые права на дневные игры MLB по субботам и ночные по воскресеньям.

## Радио
Практика радио блэкаута отсутствует, ибо ESPN Radio и флагманские радиостанции команд-финалистов имеют эксклюзивные права на трансляцию игр Мировой серии, хотя их трансляции также доступны на Sirius XM (с апреля 2021 года как по спутниковому радио, так и в потоковом режиме) и через сервис Gameday Audio MLB.com и MLB.tv. Все другие сетевые филиалы двух клубов должны транслировать ESPN Radio, даже если они не имеют возможности сделать это из-за конкуренции с ним на своём рынке. Кроме того, флагманские радиостанции финалистов Мировой серии должны транслировать национальные рекламные ролики ESPN Radio во время трансляции (хотя они могут показывать рекламу в прямом эфире для местных спонсоров во время трансляций и продавать рекламу во время обычно расширенных пред/послеигровых шоу. Во время Мировой серии 2021 года флагманская радиостанция «Атланта Брэйвз» WCNN иногда взамен этого транслировала свою обычную местную рекламу, а также не признавала спонсорство ESPN. Флагманские станции также должны указывать того же радиоспонсора Мировой серии, что и ESPN Radio (в последние годы им является AutoZone).
Кроме того, радиостанциям (включая флагманские) не разрешается транслировать какие-либо игры MLB в прямых интернет-потоках программ их радиостанций за пределами зоны вещания флагманской станции или на нерыночных радиостанциях, которые передают основной сигнал станции (MLB на денежной основе делает доступными собственные потоки командных радиосетей). Некоторые станции заменяют игру записанным сообщением, объясняющим, почему игра не может быть услышана в их радиопотоке. Другие просто будут транслировать запланированные программы, которые вытесняются игрой.
В течение постсезона 2021 года радиосеть команды «Атланта Брэйвз» транслировала в потоковом режиме все свои игры, полностью свободные от ограничений геоблокировки, включая выступления на NLDS, NLCS и Мировой серии.

## США
Территория США за исключением некоторых небольших, удаленных, изолированных участков, разделена между её командами. Некоторые районы могут находиться на территориях двух и более команд. Команды обычно имеют исключительные территориальные права только в непосредственной близости от своих городов, но даже в этом случае есть исключения. Например, штаты Техас и Луизиана, включая столичный регион Хьюстон и агломерацию Даллас – Форт-Уэрт находятся в зонах блэкаута «Техас Рейнджерс» и «Хьюстон Астрос».
За пределами непосредственной близости несколько команд могут использовать право блэкауата на одной и той же территории. Например, весь штат Айова находится в пределах территорий «Чикаго Кабс», «Чикаго Уайт Сокс», «Милуоки Брюэрс», «Миннесота Твинс», «Сент-Луис Кардиналс» и «Канзас-Сити Роялс». Южная Невада также находится в пределах закрытых территорий шести команд MLB («Окленд Атлетикс», «Сан-Франциско Джайентс», «Лос-Анджелес Доджерс», «Лос-Анджелес Энджелс», «Сан-Диего Падрес» и «Аризона Даймондбэкс»). Районы западного Канзаса и Небраски представляют собой аномалию; хотя географически они ближе к Денверу, чем к Канзас-Сити, они включены в зону блэкаута «Роялс», что видимо является наследием прежнего распределения территорий: с 1969 по 1992 год команда была единственной на прямой между Канзас-Сити и Калифорнией. Похожая аномалия заключается в том, что Эль-Пасо в Техасе не находится в пределах блэкаута «Даймондбэкс», хотя город значительно ближе к Финиксу, а расположенный рядом с ним штат Нью-Мексико как раз и входит в зону аризонской команды. Это также, вероятно, является остатком территориальных исключений, существовавших до вступления «Даймондбекс» в лигу в 1998 году.
MLB полагается на префиксы ZIP-кодов (первые три цифры почтового индекса) для определения зон блэкаута. Например для некоторых областей в Западной долине Большого Финикса префикс почтового индекса — 853, из-за чего проживающий в пределах 10 миль от стадиона Чейз-филд болельщик будет лишён доступа к показам игр «Сан-Диего Падрес» (до переезда «Даймондбэкс]]» в Аризону весь этот штат входил в зону блэкаута калифорнийцев).
Местные вещатели не обязательно доступны на всей территории блэкаута. Например, Bally Sports Wisconsin недоступен в Айове, поэтому игры «Милуоки Брюэрс» недоступны там для просмотра.
Новый контракт между ESPN и Главной лигой бейсбола в 2012 году фактически устранил связанные с вечерними играми в понедельник и среду местные блэкауты, что позволило ESPN сосуществовать с местными вещательными компаниями на домашних рынках. Соглашение вступило в силу в начале сезона 2014 года.

## Канада
Территория Канады является зоной блэкаута для команды «Торонто Блю Джейс», которая в то же время делит Британскую Колумбию и Альберту с «Сиэтл Маринерс», Саскачеван и Манитобу — с «Миннесота Твинс», а Приморские провинции — с «Бостон Ред Сокс» (в прошлом «Блю Джейс» и «Монреаль Экспос» делили всю территорию страны за пределами Онтарио и Квебека). Игры Торонто в Канаде показывает телеканал Sportsnet, на национальном уровне — CBC (иногда игры подвергались локальному блэкауту на CBET-TV в Виндзоре в целях защиты территориальных прав «Детройт Тайгерс»). Американские RSN недоступны для канадских провайдеров специализированного телевидения.